# 趙翀
趙翀（？—1648年），初名趙乾耀，號抑菴，河南开封府郑州人。明朝政治人物。

## 生平
萬曆三十四年（1606年）丙午科河南乡试举人，崇祯十三年（1640年）庚辰科進士，户部观政，授濬縣知县。調完縣。
明亡仕清，任陕西蘭州知州。順治五年（1648年），甘肅回族反清起事將領米喇印、丁國棟破蘭州，趙翀殉城死，赐祭葬，赠陕西布政司参议，子赵壮以荫授松滋县知县，次子赵昙为官监生。